# Kyojū Tokusō Juspion
Kyojū Tokusō Juspion (jap. 巨獣特捜ジャスピオン Kyojū Tokusō Jasupion) – japońska TV Drama z gatunku tokusatsu, a także części serii Metal Hero. Serial został wyprodukowany przez Toei Company, premierowa emisja trwała od 15 marca 1985 do 24 marca 1986 roku (46 odcinków). Nazwa "Juspion" to połączenie dwóch angielskich słów: Justice i Champion. Tokusō Juspion został wyemitowany w Brazylii przez nieistniejącą już stację Manchete TV, stając się bardzo popularny w tym kraju pod nazwą "Jaspion". Był również emitowany w Indonezji i we Francji, gdzie tylko kilka odcinków serialu było zdubbingowane i wyemitowane.

## Postacie
- Juspion (jap. ジャスピオン Jasupion) – sierota wychowany i wytrenowany przez Ejina. Nosi afro. Jest uzbrojony w Metal Tech Protector. Potrafi pilotować statek kosmiczny, który zmienia się w robota (Mechę) o ogromnych rozmiarach zwanego Daileon
- Daileon – gigantyczny robot pilotowany przez Juspiona, dzięki niemu Juspion może walczyć z kosmicznymi olbrzymami.
- Anri (jap. アンリ Anri) – córka Ejina i pomocniczka Juspiona.
- Złoty ptak – Bóg i strażnik galaktyki.

## Kosmiczne Olbrzymy
- Marigos (1)
- Hanedar (1)
- Tetsugos (2)
- Namageras (3)
- Gaios (4)
- Giga (5)
- Gelgon (6)
- Iwagoreela (7)
- Onideviler (8)
- Kidamar (9)
- Pirazahl (10)
- Gamagoras (11, 12)
- Kabegonta (13)